# Still Dreamin'
『Still Dreamin'』（スティル・ドリーミン）は、布袋寅泰の20枚目のオリジナル・アルバム。

## 解説
オリジナルアルバムとしては前作『Soul to Soul』以来1年振りの作品となる。
リリース形態はCDのみの通常盤、2021年10月23日、24日に群馬コンベンションセンターで開催された40周年公演の模様が収録されたライブCD、60ページのフォトブックレット、スペシャルメモリアルグッズがセットになり、3面デジパック＋スリーブケース仕様の「60th Celebration Edition」の計2形態で発売された。
アルバム・ジャケットの写真は、鋤田正義により撮影された。
本作のコンセプトは、「元気になるアルバム」である。
布袋は今作においてイントロやアウトロを短くしたりソロをカットしたりする事をレコーディング中にあえて心掛けており、それでアルバム全体の印象が軽やかになっているのだろうと述べている。
2023年2月1日には、発売1周年を記念し、アナログレコードが数量限定で発売された。

## 収録曲

### CD
| 全作曲・編曲: 布袋寅泰。 |                                        |           |            |      |
| #                        | タイトル                               | 作詞      | 作曲・編曲 | 時間 |
| 1.                       | 「Still Dreamin'」                     | 布袋寅泰  | 布袋寅泰   | 3:59 |
| 2.                       | 「Do you wanna dance?」                | 布袋寅泰  | 布袋寅泰   | 4:26 |
| 3.                       | 「Let's Go」                           | 布袋寅泰  | 布袋寅泰   | 4:16 |
| 4.                       | 「Starlight」                          | 布袋寅泰  | 布袋寅泰   | 4:57 |
| 5.                       | 「コキア」                             | micca     | 布袋寅泰   | 4:45 |
| 6.                       | 「オペラ」                             | 森雪之丞  | 布袋寅泰   | 4:35 |
| 7.                       | 「Pegasus (Album version)」            | 布袋寅泰  | 布袋寅泰   | 5:20 |
| 8.                       | 「理由」                               | 布袋寅泰  | 布袋寅泰   | 4:21 |
| 9.                       | 「Rock & Soul Music」                  | 森雪之丞  | 布袋寅泰   | 4:20 |
| 10.                      | 「Pure」                               | 布袋寅泰  | 布袋寅泰   | 3:14 |
| 11.                      | 「世界は夢を見ている」                 | 布袋寅泰  | 布袋寅泰   | 5:35 |
| 12.                      | 「10年前の今日のこと (Album version)」 | 布袋寅泰  | 布袋寅泰   | 4:57 |
| 合計時間:                | 合計時間:                              | 合計時間: | 54:45      |      |

### アナログレコード
| 全作曲・編曲: 布袋寅泰。 |                         |           |            |      |
| #                        | タイトル                | 作詞      | 作曲・編曲 | 時間 |
| 1.                       | 「Still Dreamin'」      | 布袋寅泰  | 布袋寅泰   | 3:59 |
| 2.                       | 「Do you wanna dance?」 | 布袋寅泰  | 布袋寅泰   | 4:26 |
| 3.                       | 「Let's Go」            | 布袋寅泰  | 布袋寅泰   | 4:16 |
| 4.                       | 「Starlight」           | 布袋寅泰  | 布袋寅泰   | 4:57 |
| 合計時間:                | 合計時間:               | 合計時間: | 17:38      |      |

| #         | タイトル                    | 作詞      | 作曲・編曲 | 時間 |
| --------- | --------------------------- | --------- | ---------- | ---- |
| 1.        | 「コキア」                  | micca     |            | 4:45 |
| 2.        | 「オペラ」                  | 森雪之丞  |            | 4:35 |
| 3.        | 「Pegasus (Album version)」 | 布袋寅泰  |            | 5:20 |
| 4.        | 「理由」                    | 布袋寅泰  |            | 4:21 |
| 合計時間: | 合計時間:                   | 合計時間: | 19:01      |      |

| #         | タイトル                               | 作詞      | 作曲・編曲 | 時間 |
| --------- | -------------------------------------- | --------- | ---------- | ---- |
| 1.        | 「Rock & Soul Music」                  | 森雪之丞  |            | 4:20 |
| 2.        | 「Pure」                               | 布袋寅泰  |            | 3:14 |
| 3.        | 「世界は夢を見ている」                 | 布袋寅泰  |            | 5:35 |
| 4.        | 「10年前の今日のこと (Album version)」 | 布袋寅泰  |            | 4:57 |
| 合計時間: | 合計時間:                              | 合計時間: | 18:06      |      |

## 曲解説
1. Still Dreamin'
ドキュメンタリー映画『Still Dreamin' —布袋寅泰 情熱と栄光のギタリズム—』主題歌[9][10]。
2022年1月18日にミュージック・ビデオの公開と、デジタル配信が開始された[9][10]。
ミュージック・ビデオは、大澤健太郎が手掛けており、プロボクサーの井上尚弥、水泳の鈴木孝幸、ボルダリングの樋口純裕、スケートボードの齋藤波音、ダンサーのKANAMIが出演している[9][10]。
布袋曰く「BOOWYのDreamin'をさらに昇華させたような曲」。
2. Do you wanna dance?
BOOWYの『INSTANT LOVE』の頃に作られた曲。当時はバンドらしさが上手く出せずにお蔵入りになったが、「今これをやったらピッタリなんじゃないか」と布袋は思いレコーディングされた。大サビが足されたものの、構成は原曲とほぼ同じである。
3. Let's Go
「朝が来る、歩き出す」という曲を書きたいと思って作った曲。
4. Starlight
5. コキア
「アサヒスーパードライ」と「THE FIRST TAKE」のコラボタイアップソング[11][12]。
2021年12月15日にパフォーマンス映像がプレミア公開された[11][12]。
6. オペラ
森雪之丞に「人生はオペラだ」という題材でミュージカル仕立てで作成を依頼した曲。
7. Pegasus (Album version)
38thシングル。
シングルバージョンと違い、アルバム曲との繋がりを意識してオーバーチュアが足され、ドラムのミックスをリテイクしている。
8. 理由
9. Rock & Soul Music
10. Pure
11. 世界は夢を見ている
12. 10年前の今日のこと (Album version)
38thシングル「Pegasus」のカップリング曲。

## 演奏
- 布袋寅泰
  - Vocal
  - Guitar (#1.2.3.4.6-11)
  - Acoustic Guitar (#5.12)
  - Bass, Programming (#7)
  - Piano (#12)
  - Backing Vocal (#1-11)
- 小渕健太郎 (コブクロ)：Backing Vocal (#1.2.3.4.6.8.9.11)
- Ms.OOJA：Backing Vocal (#1.2.3.6.9.11)
- 高柳千野、鈴木佐江子：Backing Vocal (#1.8.9.10.11)
- 古田たかし
  - Drums (#1-6.8-12)
  - Percussion (#4.6.8)
  - Backing Vocal (#1)
- 井上富雄
  - Bass (#1-6.8-12)
  - Backing Vocal (#1)
- 黒田晃年
  - Guitar (#1-6.8.9.10.11)
  - Lap Steel Guitar (#12)
  - Backing Vocal (#1)
- 伊澤一葉 (東京事変、the HIATUS)
  - Piano (#1.4.6.11)
  - Keyboards (#1-5.8.9.10)
  - Backing Vocal (#1)
- 岸利至
  - Audio Edit (#1-6.8-12)
  - Programming (#1-8.9.10.11)
  - Backing Vocal (#1)
- ザッカリー・アルフォード：Drums (#7)
- 石光孝：Audio Edit (#7)

## 初回生産限定盤付属 LIVE CD
「HOTEI 40th Anniversary ～Double Fantasy Tour～ "BLACK or WHITE?"」（2021年10月23日・24日 Gメッセ群馬）

### 収録曲
| 全編曲: 布袋寅泰。 |                                    |                           |                           |       |
| #                  | タイトル                           | 作詞                      | 作曲                      | 時間  |
| 1.                 | 「BAD FEELING」                    | 氷室京介・高橋信          | 布袋寅泰                  | 5:15  |
| 2.                 | 「Marionette」                     | 氷室京介                  | 布袋寅泰                  | 3:44  |
| 3.                 | 「ホンキー・トンキー・クレイジー」 | BOØWY                     | BOØWY                     | 4:03  |
| 4.                 | 「RAMBLING MAN」                   | 吉川晃司                  | 布袋寅泰                  | 3:33  |
| 5.                 | 「NO MORE LIES」                   | 吉川晃司                  | 布袋寅泰                  | 4:03  |
| 6.                 | 「さらば青春の光」                 | 布袋寅泰                  | 布袋寅泰                  | 4:55  |
| 7.                 | 「PROMISE」                        | 布袋寅泰                  | 布袋寅泰                  | 5:43  |
| 8.                 | 「10年前の今日のこと」             | 布袋寅泰                  | 布袋寅泰                  | 5:00  |
| 9.                 | 「MEMORY」                         | 布袋寅泰                  | 布袋寅泰                  | 6:21  |
| 10.                | 「ヒトコト」                       | 布袋寅泰                  | 布袋寅泰                  | 5:55  |
| 11.                | 「Give It To The Universe」        | 布袋寅泰・Jean-Ken Johnny | 布袋寅泰・Jean-Ken Johnny | 5:09  |
| 12.                | 「RUSSIAN ROULETTE」               | 布袋寅泰                  | 布袋寅泰                  | 3:57  |
| 13.                | 「GOOD SAVAGE」                    | 吉川晃司                  | 布袋寅泰                  | 3:24  |
| 14.                | 「TEENAGE EMOTION」                | 深沢和明                  | 布袋寅泰                  | 4:28  |
| 15.                | 「Dreamin'」                       | 布袋寅泰・松井五郎        | 布袋寅泰                  | 6:47  |
| 合計時間:          | 合計時間:                          | 合計時間:                 | 合計時間:                 | 72:17 |

| 全作曲・編曲: 布袋寅泰。 |                             |                             |            |      |
| #                        | タイトル                    | 作詞                        | 作曲・編曲 | 時間 |
| 1.                       | 「スリル」                  | 布袋寅泰                    | 布袋寅泰   | 5:10 |
| 2.                       | 「B・BLUE」                 | 氷室京介                    | 布袋寅泰   | 4:03 |
| 3.                       | 「BE MY BABY」              | 吉川晃司                    | 布袋寅泰   | 4:13 |
| 4.                       | 「季節が君だけを変える」    | 氷室京介                    | 布袋寅泰   | 4:22 |
| 5.                       | 「WELCOME TO THE TWILIGHT」 | 氷室京介                    | 布袋寅泰   | 6:30 |
| 6.                       | 「1990」                    | 吉川晃司                    | 布袋寅泰   | 6:27 |
| 7.                       | 「LONELY★WILD」             | 布袋寅泰                    | 布袋寅泰   | 7:47 |
| 8.                       | 「FLY INTO YOUR DREAM」     | 布袋寅泰                    | 布袋寅泰   | 9:05 |
| 9.                       | 「Pegasus」                 | 布袋寅泰                    | 布袋寅泰   | 6:03 |
| 10.                      | 「POISON」                  | 布袋寅泰                    | 布袋寅泰   | 4:59 |
| 11.                      | 「WORKING MAN」             | 松井常松                    | 布袋寅泰   | 2:49 |
| 12.                      | 「NO. NEW YORK」            | 深沢和明                    | 布袋寅泰   | 4:29 |
| 13.                      | 「GLORIOUS DAYS」           | ハービー山口・Lenny Zakatek | 布袋寅泰   | 4:51 |
| 14.                      | 「Dreamin'」                | 布袋寅泰・松井五郎          | 布袋寅泰   | 6:39 |
| 合計時間:                | 合計時間:                   | 合計時間:                   | 77:27      |      |